# ایگور کاشکاروف
ایگور کاشکاروف (روسی: Игорь Алексеевич Кашкаров؛ زادهٔ ۵ مهٔ ۱۹۳۳) ورزشکار دو و میدانی اهل اتحاد جماهیر شوروی سوسیالیستی است.